# Gerold Büchel
Gerold Büchel (* 14. Juni 1974 in Grabs) ist ein liechtensteinischer Politiker. Er war von 2009 bis 2015 Abgeordneter im liechtensteinischen Landtag.

## Biografie
Im Februar 2009 wurde Büchel für die Fortschrittliche Bürgerpartei in den Landtag des Fürstentums Liechtenstein gewählt. Dort gehörte er als Abgeordneter von 2009 bis 2013 der EWR-Kommission an und war auch deren Vorsitzender. Des Weiteren war er von 2009 bis 2013 einer der beiden Schriftführer des Landtages. Von 2012 bis 2013 war Büchel Mitglied der Geschäftsprüfungskommission.
Im Februar 2013 erfolgte seine Wiederwahl. Im neuen Landtag war er Mitglied und Delegationsleiter der liechtensteinischen Delegation im Europarat. Im Dezember 2015 legte Büchel aufgrund eines Wohnsitzwechsels nach Planken sein Mandat nieder. Der bisherige stellvertretende Landtagsabgeordnete Rainer Gopp rückte für ihn nach.
Büchel ist verheiratet.